# Zagonetka (1953.)
Zagonetka: enigmatski časopis bio je hrvatski zagonetački list iz Osijeka. Prvi broj izašao je 1953. godine. U drugoj godini je dvostruka numeracija, pa je 2. godina (1954.) ujedno i 25. godina. Druga brojka označava zbroj prethodno izašlih sveščića. Izlazio je tjedno i mjesečno do 1957. godine. Glavni urednik bio je Božo Plevnik. Izdavač je bio je Konzorcij Zagonetke. ISSN je 2718-2754.